# 40. National Hockey League All-Star Game

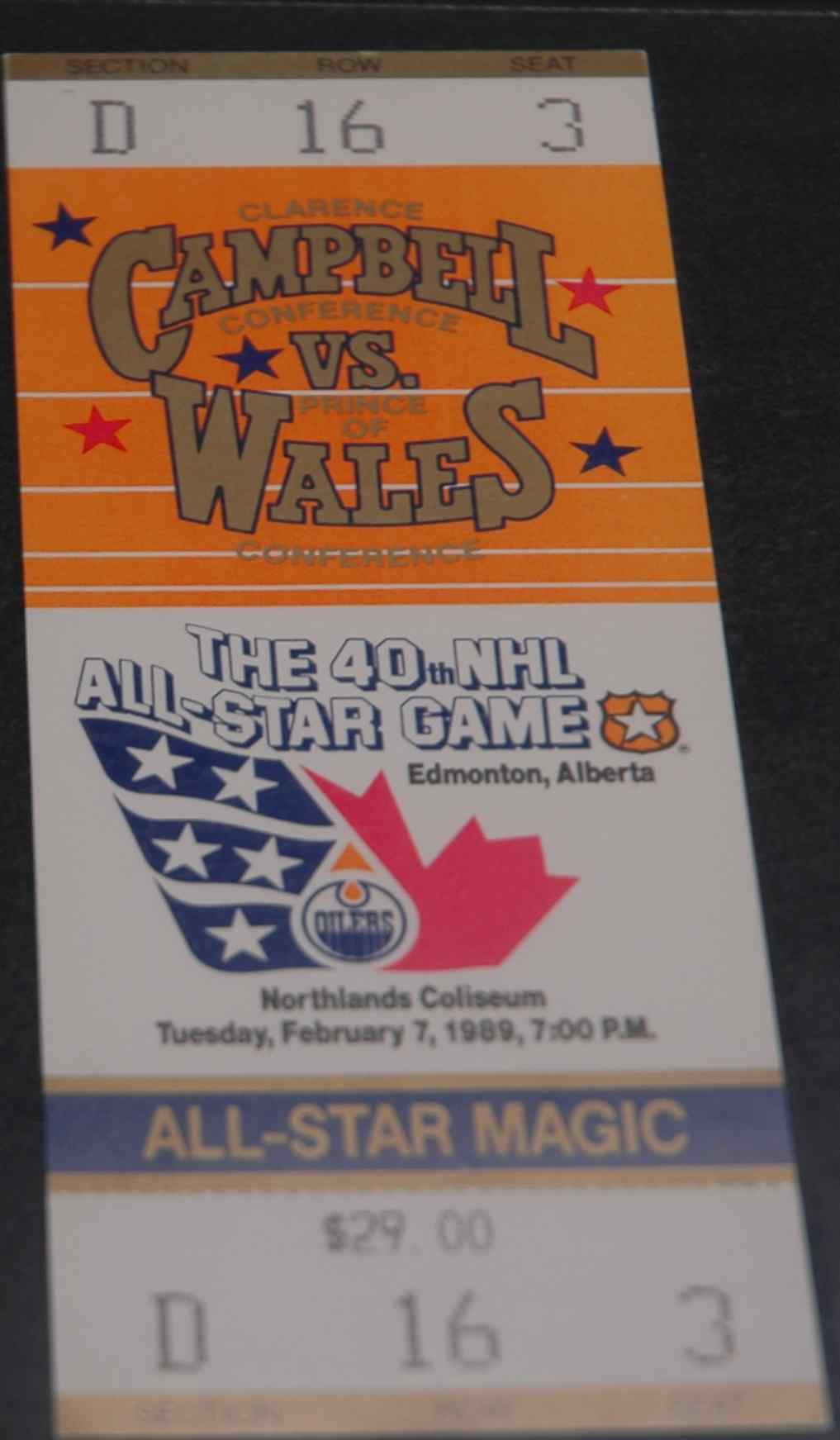
Eintrittskarte zum NHL All-Star Game 1989

Das 40. National Hockey League All-Star Game wurde am 7. Februar 1989 in Edmonton ausgetragen. Das Spiel fand in der Northlands Coliseum, der Spielstätte des Gastgebers Edmonton Oilers statt. Die All-Stars der Campbell Conference schlugen die der Prince of Wales Conference klar mit 9:5. Das Spiel sahen 17.503 Zuschauer. Wayne Gretzky von den Los Angeles Kings wurde zum MVP gekürt.  

## Mannschaften
| #           | Land               | Spieler         | Pos.           | Team                  |
| Torhüter    |                    |                 |                |                       |
| 30          | Kanada             | Mike Vernon     | Mike Vernon    | Calgary Flames        |
| 31          | Kanada             | Grant Fuhr      | Grant Fuhr     | Edmonton Oilers       |
| Verteidiger |                    |                 |                |                       |
| 2           | Kanada             | David Ellett    | David Ellett   | Winnipeg Jets         |
| 3           | Kanada             | Dave Manson     | Dave Manson    | Chicago Blackhawks    |
| 4           | Kanada             | Kevin Lowe      | Kevin Lowe     | Edmonton Oilers       |
| 21          | Vereinigte Staaten | Gary Suter      | Gary Suter     | Calgary Flames        |
| 23          | Kanada             | Paul Reinhart   | Paul Reinhart  | Vancouver Canucks     |
| 28          | Kanada             | Steve Duchesne  | Steve Duchesne | Los Angeles Kings     |
| Angreifer   |                    |                 |                |                       |
| 7           | Vereinigte Staaten | Joe Mullen      | RW             | Calgary Flames        |
| 9           | Kanada             | Bernie Nicholls | C              | Los Angeles Kings     |
| 10          | Kanada             | Gary Leeman     | RW             | Toronto Maple Leafs   |
| 11          | Kanada             | Mark Messier    | C              | Edmonton Oilers       |
| 12          | Vereinigte Staaten | Jimmy Carson    | C              | Edmonton Oilers       |
| 16          | Vereinigte Staaten | Brett Hull      | RW             | St. Louis Blues       |
| 17          | Finnland           | Jari Kurri      | RW             | Edmonton Oilers       |
| 19          | Kanada             | Steve Yzerman   | C              | Detroit Red Wings     |
| 20          | Kanada             | Dino Ciccarelli | RW             | Minnesota North Stars |
| 22          | Kanada             | Luc Robitaille  | LW             | Los Angeles Kings     |
| 25          | Kanada             | Joe Nieuwendyk  | C              | Calgary Flames        |
| 99          | Kanada             | Wayne Gretzky   | C              | Los Angeles Kings     |

| #           | Land               | Spieler        | Pos.           | Team                |
| Torhüter    |                    |                |                |                     |
| 1           | Kanada             | Réjean Lemelin | Réjean Lemelin | Boston Bruins       |
| 30          | Kanada             | Sean Burke     | Sean Burke     | New Jersey Devils   |
| Verteidiger |                    |                |                |                     |
| 3           | Kanada             | Scott Stevens  | Scott Stevens  | Washington Capitals |
| 6           | Vereinigte Staaten | Phil Housley   | Phil Housley   | Buffalo Sabres      |
| 7           | Kanada             | Paul Coffey    | Paul Coffey    | Pittsburgh Penguins |
| 19          | Kanada             | Larry Robinson | Larry Robinson | Montréal Canadiens  |
| 25          | Kanada             | Glen Wesley    | Glen Wesley    | Boston Bruins       |
| 77          | Kanada             | Ray Bourque    | Ray Bourque    | Boston Bruins       |
| Angreifer   |                    |                |                |                     |
| 8           | Kanada             | Cam Neely      | RW             | Boston Bruins       |
| 11          | Kanada             | Kevin Dineen   | RW             | Hartford Whalers    |
| 14          | Kanada             | John MacLean   | RW             | New Jersey Devils   |
| 15          | Kanada             | Bobby Smith    | C              | Montréal Canadiens  |
| 16          | Vereinigte Staaten | Pat LaFontaine | C              | New York Islanders  |
| 17          | Kanada             | Mike Ridley    | C              | Washington Capitals |
| 18          | Vereinigte Staaten | Brian Mullen   | LW             | New York Rangers    |
| 22          | Kanada             | Rick Tocchet   | RW             | Philadelphia Flyers |
| 35          | Kanada             | Mike McPhee    | LW             | Montréal Canadiens  |
| 44          | Kanada             | Rob Brown      | C              | Pittsburgh Penguins |
| 66          | Kanada             | Mario Lemieux  | C              | Pittsburgh Penguins |
| 75          | Kanada             | Walt Poddubny  | C              | Québec Nordiques    |

## Spielverlauf

### Campbell Conference All-Stars 9 – 5 Wales Conference All-Stars
All Star Game MVP: Wayne Gretzky (1 Tor, 2 Assists)
| Team       | Zeit  | Stand | Torschütze     | Vorlagengeber  | Vorlagengeber   |
| 1. Drittel |       |       |                |                |                 |
|            | 1:07  | 1–0   | Jari Kurri     | Wayne Gretzky  | Luc Robitaille  |
|            | 4:33  | 2–0   | Wayne Gretzky  | Steve Duchesne |                 |
|            | 9:47  | 2–1   | Cam Neely      | Mario Lemieux  | Scott Stevens   |
|            | 10:38 | 2–2   | Walt Poddubny  | Mike Ridley    | Larry Robinson  |
| 2. Drittel |       |       |                |                |                 |
|            | 23:16 | 2–3   | Glen Wesley    | Pat LaFontaine | Brian Mullen    |
|            | 27:57 | 3–3   | Joe Mullen     | Mark Messier   | Joe Nieuwendyk  |
|            | 37:21 | 4–3   | Steve Yzerman  | Steve Duchesne | Dino Ciccarelli |
|            | 37:35 | 5–3   | Gary Leeman    | Jimmy Carson   |                 |
| 3. Drittel |       |       |                |                |                 |
|            | 44:40 | 5–4   | Walt Poddubny  | Rick Tocchet   | Larry Robinson  |
|            | 46:53 | 6–4   | Joe Mullen     | Dave Manson    |                 |
|            | 49:35 | 6–5   | Mike Ridley    | Ray Bourque    | Rick Tocchet    |
|            | 52:18 | 7–5   | Luc Robitaille | Jari Kurri     | Wayne Gretzky   |
|            | 54:35 | 8–5   | Jimmy Carson   | Gary Leeman    | Brett Hull      |
|            | 57:14 | 9–5   | Mark Messier   | Joe Nieuwendyk | Joe Mullen      |

Schiedsrichter: Ron Hoggarth 

Linienrichter: Ron Asselstine, Wayne Bonney 

Zuschauer: 17.503